# NeBeLNeST
NeBeLNeST est un groupe de rock progressif français. Le groupe se forme en 1997, et signe en 1999 avec le label Laser's Edge puis, avec un label américain Cuneiform Records, avec qui ils sont encore.

## Biographie
Le groupe se forme en 1997, et signe en 1999 avec le label Laser's Edge puis publie un premier album studio, intitulé NeBeLNeST. Ce groupe est composé d'un noyau dur permanent qu'est Michaël Anselmi (batterie), Olivier Tejedor (clavier à bande audio), et Gregory Tejedor (basse) ; auxquels se sont ajoutés : Matthieu Sassier (guitare), et Julien Wack (saxophone et guitare).
Ils signent ensuite avec le label américain Cuneiform Records, auquel ils publient Nova Express en 2002,. Il est suivi quatre ans plus tard, en 2006, d'un troisième opus, ZePTO. En 2008, ils participent à une compilation en hommage à la musique de Christian Vander, intitulée Hamtaï. 
Depuis, le groupe ne donnera plus signe d'activité comme en témoigne son site web. Un quatrième album était annoncé en 2007.

## Style musical et influences
Ils sont inspirés par divers artistes musicaux d'influences diverses tels que Neurosis, King Crimson, Soft Machine, Gong, Yes, Henry Cow, Ozric Tentacles, et surtout, par la musique de Christian Vander, le batteur et compositeur du groupe Magma. Leur musique est référencée Zeuhl et rock progressif moderne, voire expérimental. Il s'agit d'une musique complexe et torturée que les musiciens poussent dans de longues improvisations. Ils utilisent souvent des visuels psychédéliques qui se marient parfaitement avec leur musique.

## Discographie
- 1999 : NeBeLNeST
- 2002 : Nova Express
- 2006 : ZePTO